# بيلار
بيلار (بالإسبانية: Pilar)‏ عاصمة إقليم نيمبوكو جنوب باراغواي، وهي تقع على نهر باراغواي عند جنوب غرب البلاد. تقع بيلار على بعد حوالي 358 كم (222 ميل) من أسونسيون، وهي تمثل مركزا هاما للتجارة والحكومة لمنطقة جنوب الغرب الأقصى من البلاد.

## المناخ
يظهر الجدول التالي التغييرات المناخية على مدار السنة لبيلار:
| البيانات المناخية لـبيلار          | البيانات المناخية لـبيلار | البيانات المناخية لـبيلار | البيانات المناخية لـبيلار | البيانات المناخية لـبيلار | البيانات المناخية لـبيلار | البيانات المناخية لـبيلار | البيانات المناخية لـبيلار | البيانات المناخية لـبيلار | البيانات المناخية لـبيلار | البيانات المناخية لـبيلار | البيانات المناخية لـبيلار | البيانات المناخية لـبيلار | البيانات المناخية لـبيلار |
| الشهر                              | يناير                     | فبراير                    | مارس                      | أبريل                     | مايو                      | يونيو                     | يوليو                     | أغسطس                     | سبتمبر                    | أكتوبر                    | نوفمبر                    | ديسمبر                    | المعدل السنوي             |
| ---------------------------------- | ------------------------- | ------------------------- | ------------------------- | ------------------------- | ------------------------- | ------------------------- | ------------------------- | ------------------------- | ------------------------- | ------------------------- | ------------------------- | ------------------------- | ------------------------- |
| الدرجة القصوى °م (°ف)              | 42.1 (107.8)              | 40.5 (104.9)              | 39.6 (103.3)              | 36.5 (97.7)               | 33.7 (92.7)               | 31.8 (89.2)               | 33.2 (91.8)               | 34.9 (94.8)               | 38.0 (100.4)              | 39.6 (103.3)              | 40.4 (104.7)              | 41.6 (106.9)              | 42.1 (107.8)              |
| متوسط درجة الحرارة الكبرى °م (°ف)  | 33.1 (91.6)               | 32.3 (90.1)               | 30.6 (87.1)               | 27.0 (80.6)               | 24.2 (75.6)               | 21.5 (70.7)               | 21.7 (71.1)               | 23.0 (73.4)               | 24.9 (76.8)               | 28.1 (82.6)               | 29.9 (85.8)               | 32.2 (90.0)               | 27.4 (81.3)               |
| المتوسط اليومي °م (°ف)             | 27.6 (81.7)               | 26.9 (80.4)               | 25.3 (77.5)               | 22.0 (71.6)               | 19.2 (66.6)               | 16.4 (61.5)               | 16.5 (61.7)               | 17.5 (63.5)               | 19.4 (66.9)               | 22.5 (72.5)               | 24.7 (76.5)               | 26.8 (80.2)               | 22.1 (71.8)               |
| متوسط درجة الحرارة الصغرى °م (°ف)  | 22.4 (72.3)               | 22.1 (71.8)               | 20.7 (69.3)               | 17.4 (63.3)               | 14.9 (58.8)               | 12.1 (53.8)               | 12.0 (53.6)               | 12.6 (54.7)               | 14.3 (57.7)               | 17.2 (63.0)               | 19.3 (66.7)               | 21.3 (70.3)               | 17.2 (63.0)               |
| أدنى درجة حرارة °م (°ف)            | 14.5 (58.1)               | 12.1 (53.8)               | 8.5 (47.3)                | 7.7 (45.9)                | 4.0 (39.2)                | 1.0 (33.8)                | 0.7 (33.3)                | 1.0 (33.8)                | 3.6 (38.5)                | 7.4 (45.3)                | 9.8 (49.6)                | 9.8 (49.6)                | 0.7 (33.3)                |
| الهطول مم (إنش)                    | 168.9 (6.65)              | 141.5 (5.57)              | 161.0 (6.34)              | 178.5 (7.03)              | 95.3 (3.75)               | 61.8 (2.43)               | 57.9 (2.28)               | 47.1 (1.85)               | 82.9 (3.26)               | 135.2 (5.32)              | 157.2 (6.19)              | 125.7 (4.95)              | 1٬413 (55.63)             |
| متوسط أيام هطول الأمطار (≥ 0.1 mm) | 9                         | 8                         | 9                         | 8                         | 6                         | 6                         | 5                         | 6                         | 7                         | 9                         | 9                         | 8                         | 90                        |
| متوسط الرطوبة النسبية (%)          | 69                        | 72                        | 75                        | 78                        | 79                        | 79                        | 76                        | 74                        | 71                        | 69                        | 69                        | 67                        | 73                        |
| المصدر: NOAA                       |                           |                           |                           |                           |                           |                           |                           |                           |                           |                           |                           |                           |                           |

## أعلام
- بيتر كامبل
- خافيير فيريرا
- روبيرتو كاباناس